# ناتاشا بدنجفيلد
ناتاشا آن بدنجفيلد (بالإنجليزية: Natasha Anne Bedingfield)‏ ولدت في 26 نوفمبر 1981 وهي مغنية وكاتبة أغاني إنجليزية. بداياتها كانت في التسعينات مع مجموعة مسيحية في كنيسة من كنائس لندن.

## حياتها
ولدت في جنوب بريطانيا ثم انتقت وهي صغيرة إلى لندن، ذات أصول نيو زلندية لها اخت واحدة: (نيكولا)، وأخوان: (دانيل) و(جشوا).

## مسيرتها الفنية

### القرص الأول2004Unwritten
- These Words (I Love You, I Love You)
- Single
- Unwritten
- Silent Movie
- Stumble
- Peace Of Me
- If You're Gonna...
- Drop Me In The Middle
- We're All Mad
- I Bruise Easily
- One That Got Away
- Size Matters
- Wild Horses

### القرص الثاني2007:N.B.
- How Do You Do?
- I Wanna Have Your Babies
- Soulmate
- Who Knows
- Say It Again
- Pirate Bones
- Backyard
- Tricky Angel
- When You Know You Know
- I Think They're Thinking (Interlude)
- (No More) What Ifs
- Not Givin' Up
- Still Here
- Smell the Roses

## وصلات خارجية
- ناتاشا بدنجفيلد على موقع IMDb (الإنجليزية)
- ناتاشا بدنجفيلد على موقع ميتاكريتيك (الإنجليزية)
- ناتاشا بدنجفيلد على موقع روتن توميتوز (الإنجليزية)
- ناتاشا بدنجفيلد على موقع ألو سيني (الفرنسية)
- ناتاشا بدنجفيلد على موقع ميوزك برينز (الإنجليزية)
- ناتاشا بدنجفيلد على موقع رولينغ ستون (الإنجليزية)
- ناتاشا بدنجفيلد على موقع أول موفي (الإنجليزية)
- ناتاشا بدنجفيلد على موقع إن إن دي بي (الإنجليزية)
- ناتاشا بدنجفيلد على موقع أول ميوزيك (الإنجليزية)
- ناتاشا بدنجفيلد على موقع ديسكوغز (الإنجليزية)
- الموقع الرسمي
- أخبار بدنجفيلد